# Zehneria
Zehneria is een geslacht uit de komkommerfamilie (Cucurbitaceae). De soorten komen voor in Afrika, (sub)tropisch Azië, Australië en Oceanië.

## Soorten
- Zehneria alba Ridl.
- Zehneria angolensis Hook.f.
- Zehneria anomala C.Jeffrey
- Zehneria backeri (W.J.de Wilde & Duyfjes) H.Schaef. & S.S.Renner
- Zehneria baueriana Endl.
- Zehneria bodinieri (H.Lév.) W.J.de Wilde & Duyfjes
- Zehneria boholensis (Merr.) M.D.Dwivedi, A.K.Pandey & H.Schaef.
- Zehneria brevirostris W.J.de Wilde & Duyfjes
- Zehneria capillacea (Schumach.) C.Jeffrey
- Zehneria clemensiae (Merr. & L.M.Perry) M.D.Dwivedi, A.K.Pandey & H.Schaef.
- Zehneria cunninghamii F.Muell.
- Zehneria elbertii W.J.de Wilde & Duyfjes
- Zehneria emirnensis (Baker) Keraudren
- Zehneria erythrobacca W.J.de Wilde & Duyfjes
- Zehneria filipes (Merr. & L.M.Perry) M.D.Dwivedi, A.K.Pandey & H.Schaef.
- Zehneria gilletii (De Wild.) C.Jeffrey
- Zehneria grandibracteata G.W.Hu, Neng Wei & Q.F.Wang
- Zehneria guamensis (Merr.) Fosberg
- Zehneria hallii C.Jeffrey
- Zehneria hermaphrodita W.J.de Wilde & Duyfjes
- Zehneria hookeriana (Wight & Arn.) Arn.
- Zehneria idenburgensis (Merr. & L.M.Perry) M.D.Dwivedi, A.K.Pandey & H.Schaef.
- Zehneria immarginata W.J.de Wilde & Duyfjes
- Zehneria japonica (Thunb.) H.Y.Liu
- Zehneria keayana R.Fern. & A.Fern.
- Zehneria lancifolia (W.J.de Wilde & Duyfjes) H.Schaef. & S.S.Renner
- Zehneria leucocarpa (Blume) M.D.Dwivedi, A.K.Pandey & H.Schaef.
- Zehneria longiflora G.W.Hu & Q.F.Wang
- Zehneria macrantha (W.J.de Wilde & Duyfjes) H.Schaef. & S.S.Renner
- Zehneria macrosepala (W.J.de Wilde & Duyfjes) H.Schaef. & S.S.Renner
- Zehneria madagascariensis Keraudren
- Zehneria marlothii (Cogn.) R.Fern. & A.Fern.
- Zehneria martinez-crovettoi Keraudren
- Zehneria maysorensis Arn.
- Zehneria microsperma Hook.f.
- Zehneria minutiflora (Cogn.) C.Jeffrey
- Zehneria monocarpa G.W.Hu, Ngumbau & Q.F.Wang
- Zehneria morobensis (Merr. & L.M.Perry) N.Wei, G.W.Hu & Q.F.Wang
- Zehneria mucronata (Blume) Miq.
- Zehneria neocaledonica W.J.de Wilde & Duyfjes
- Zehneria neorensis Ranjan, Anant Kumar, G.Krishna & H.Schaef.
- Zehneria nesophila (W.J.de Wilde & Duyfjes) H.Schaef. & S.S.Renner
- Zehneria odorata (Hook.f. & Thomson ex Benth.) M.D.Dwivedi, A.K.Pandey & H.Schaef.
- Zehneria oligosperma C.Jeffrey
- Zehneria pallidinervia (Harms) C.Jeffrey
- Zehneria palmatiloba O.Lachenaud & H.Schaef.
- Zehneria parvifolia (Cogn.) J.H.Ross
- Zehneria pedicellata W.J.de Wilde & Duyfjes
- Zehneria peneyana (Naudin) Schweinf. & Asch.
- Zehneria pentaphylla (Naudin) M.D.Dwivedi, A.K.Pandey & H.Schaef.
- Zehneria perrieri Keraudren
- Zehneria pisifera W.J.de Wilde & Duyfjes
- Zehneria platysperma (W.J.de Wilde & Duyfjes) H.Schaef. & S.S.Renner
- Zehneria polycarpa (Cogn.) Keraudren
- Zehneria racemosa Hook.f.
- Zehneria repanda (Blume) C.M.Simmons
- Zehneria ridens Verdc.
- Zehneria rizalensis (W.J.de Wilde & Duyfjes) Pelser & H.Schaef.
- Zehneria rutenbergiana (Cogn.) Keraudren
- Zehneria scaberrima (Merr.) Pelser & H.Schaef.
- Zehneria scabra (L.f.) Sond.
- Zehneria somalensis Thulin
- Zehneria sphaerosperma W.J.de Wilde & Duyfjes
- Zehneria subcoriacea Y.D.Zhou & Q.F.Wang
- Zehneria tahitensis W.J.de Wilde & Duyfjes
- Zehneria tenuispica W.J.de Wilde & Duyfjes
- Zehneria thwaitesii (Schweinf.) C.Jeffrey
- Zehneria trichocarpa W.J.de Wilde & Duyfjes
- Zehneria tridactyla (Hook.f.) R.Fern. & A.Fern.
- Zehneria trullifolia W.J.de Wilde & Duyfjes
- Zehneria tuberifera G.W.Hu & Q.F.Wang
- Zehneria viridifolia W.J.de Wilde & Duyfjes
- Zehneria wallichii (C.B.Clarke) C.Jeffrey

... · 
Alsomitra · 
Benincasa · 
Bryonia · 
Citrullus · 
Coccinia · 
Cucumis · 
Cucurbita · 
Ecballium · 
Gynostemma · 
Lagenaria · 
Luffa · 
Momordica · 
Sechium · 
Sicana · 
Trochomeria · 
Xerosicyos · 
Zehneria · 
...